# ブートキャンプ

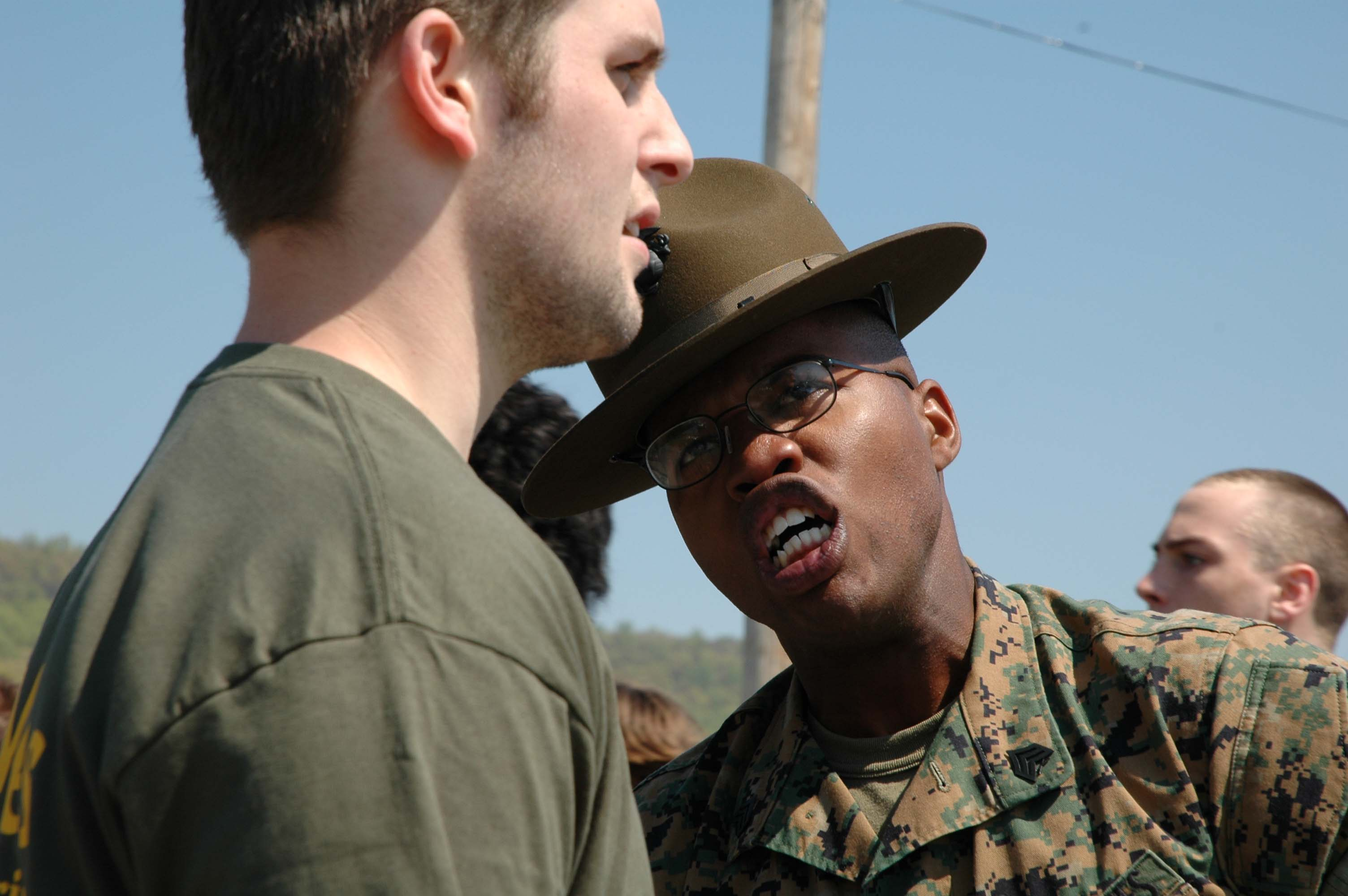
アメリカ海兵隊のRecruit Trainingの様子

ブートキャンプ（アメリカ英語: Boot Camp）とは、アメリカ合衆国で「新兵訓練施設」を意味する口語表現である。転じてアメリカ軍の新兵に対して行われる教育・訓練プログラム（新兵訓練）自体を指すようになり、さらには軍隊式トレーニング全般を意味するようになった。
ブート(Boot)とは俗語で新兵を意味する。

## 新兵訓練としてのブートキャンプ
ブートキャンプとは口語表現の一つであり、正式にはそれぞれ陸軍では「Basic Combat Training（BCT, 基本戦闘訓練）」、空軍では「Basic Military Training（BMT, 基本軍事訓練）」、海兵隊及び海軍では「Recruit Training（新兵訓練）」、 沿岸警備隊では「Basic Training（基礎訓練）」と呼んでいる。
ビリー・ブランクスは、DVDの中で「18歳ぐらいの新兵が、6週間特別訓練をする」等と説明している。

## 軍隊式トレーニングとしてのブートキャンプ
アメリカ式の新兵訓練を一般向けにアレンジした運動・体操やダイエット用のプログラムを元に、実際に訓練所の教官を務めた者などが指導を行う施設がアメリカ国内にはいくつか存在し、それらの施設がブートキャンプを名乗る場合がある。また、そのエクササイズ内容をDVD等の映像メディアに収録・販売する場合にも商品名にブートキャンプの名を冠するものがある。
特にビリー・ブランクスが考案した短期集中型エクササイズを収録したDVD「ビリーズブートキャンプ」は日本でもその2005年版に字幕を付けて販売され、楽天市場において2007年総合年間ランキング1位を獲得するなどのヒット商品となった（詳細はビリーズブートキャンプを参照）。

## その他
軍隊式トレーニングとは関係のない不良少年の更生施設、新人研修や初心者向けトレーニングプログラムなどにもブートキャンプの名を冠する場合がある。